# بهترین بهترین‌های موریسی
بهترین بهترین‌های موریسی آلبومی از موریسی خواننده/ترانه‌سرای اهل انگلستان است که در سال ۲۰۱۱ میلادی منتشر شد.